# 黄龙风景名胜区
黄龙风景名胜区，是位于四川省北部阿坝藏族羌族自治州松潘县境内的一个风景名胜区，在1992年与九寨沟共同登录成为世界自然遗产。

## 概要
黄龙与九寨沟毗邻，仅相距100千米。因沟中有许多彩池，随着周围景色变化和阳光照射角度变化变幻出五彩的颜色，被誉为“人间瑶池”。由黄龙沟、丹云峡、牟尼沟、雪宝顶、雪山梁、红星岩，西沟等景区组成，主景区黄龙沟位于岷山主峰雪宝顶下，面临涪江源流，长7.5千米（黄龙沟），宽1.5千米。其中的巨型钙华岩溶景观是当今世界规模最大，保存最完好的喀斯特地貌。黄龙风景名胜区以彩池、雪山、峡谷、森林“四绝”著称于世，也有说法在此基础上加上滩流、古寺、民俗称为“七绝”。该风景区海拔3000米以上，海拔5000米以上的雪峰达到7座，是中国最高的风景名胜区之一，也是中国唯一的保护完好的高原湿地。这一地区还生存着十余种濒临灭绝的动物，包括大熊猫和四川疣鼻金丝猴。1992年12月，黄龙被联合国教科文组织列为世界自然遗产。

### 黄龙沟景区

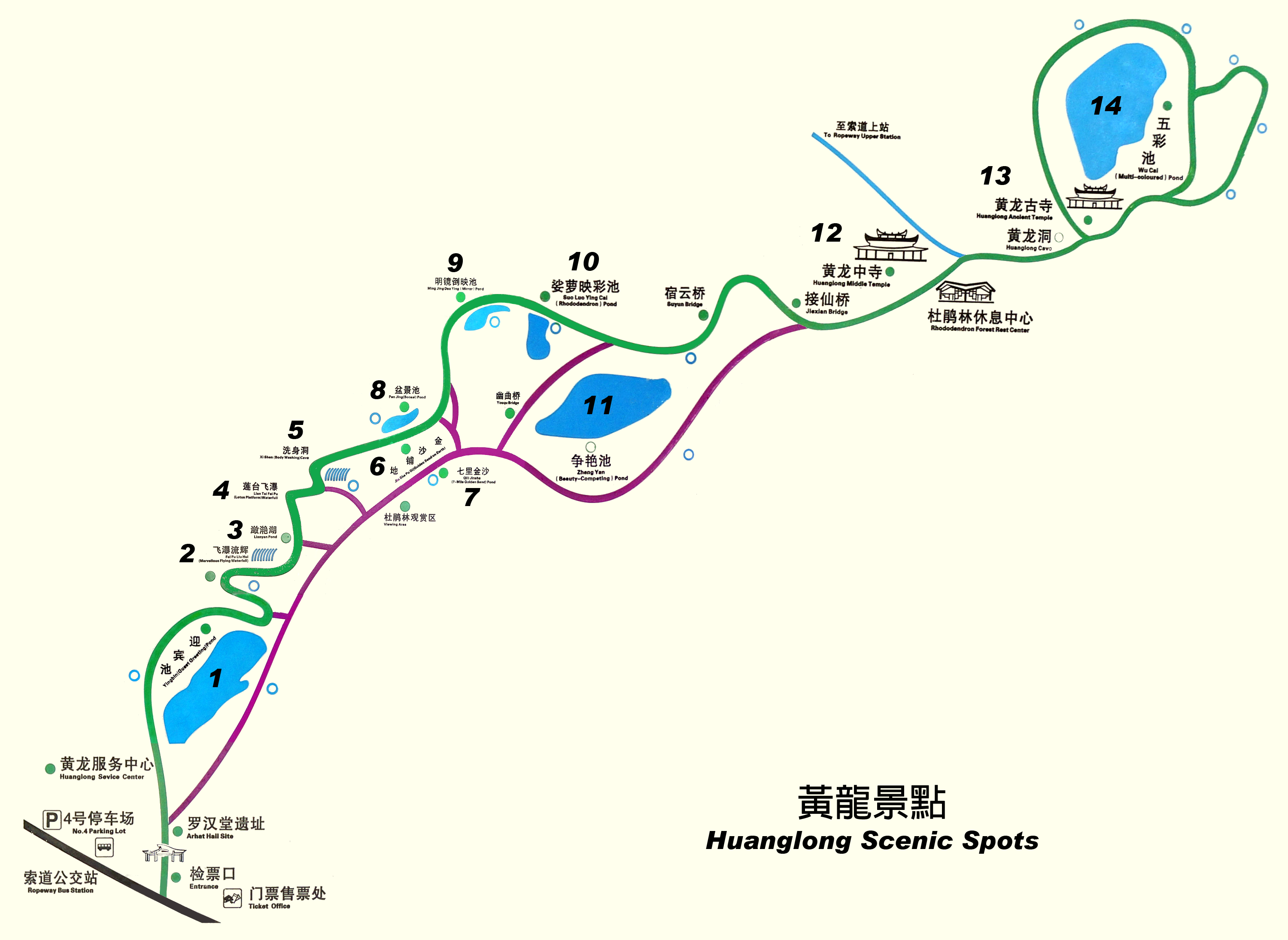
黄龙沟景区地图

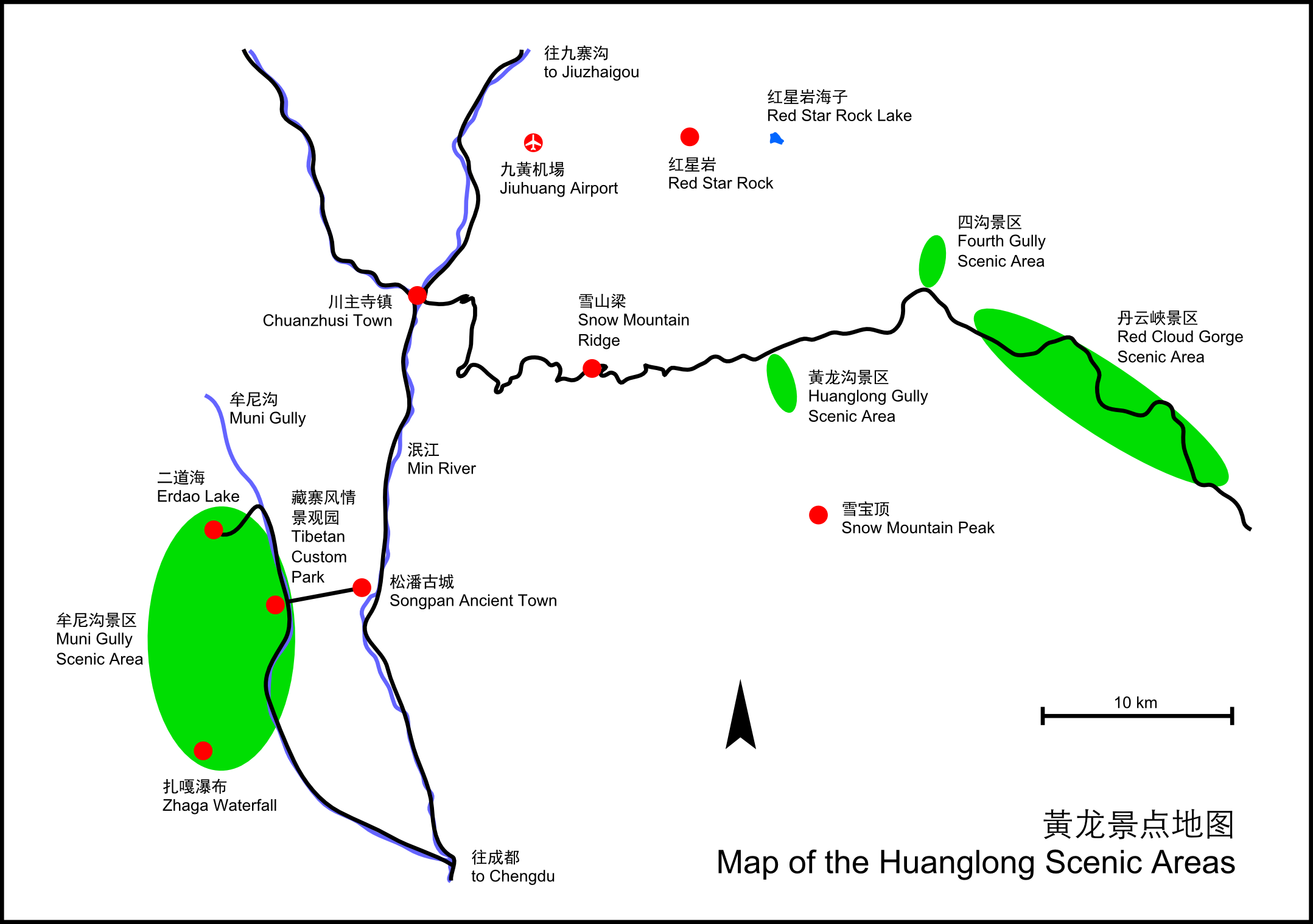
黄龙风景名胜区地图

|    | 景点名     | 海拔高度 | 数量           |  |
| -- | ---------- | -------- | -------------- |  |
| 1  | 迎宾池     | 3230米   | 350个池子      |  |
| 2  | 飛瀑流輝   | 3245米   | 高14米，宽68米 |  |
| 3  | 瀲灩湖     | 3251m    | 2000平方米     |  |
| 4  | 蓮台飛瀑   | 3260m    | 45米高，19米宽 |  |
| 5  | 洗身洞     | 3280m    | 10米高，40米宽 |  |
| 6  | 金沙鋪地   | 3305m    | 1300米长       |  |
| 7  | 七里金沙   | 3400m    | 3400米         |  |
| 8  | 盆景池     | 3320m    | 330个池子      |  |
| 9  | 明鏡倒映池 | 3400m    | 180个池子      |  |
| 10 | 娑蘿映彩池 | 3415m    | 400个池子      |  |
| 11 | 爭豔池     | 3414m    | 658个池子      |  |
| 12 | 黃龍中寺   | 3470m    | 佛教           |  |
| 13 | 黃龍古寺   | 3568m    | 道教           |  |
| 14 | 五彩池     | 3576m    | 693个池子      |  |